# Obéilar
Obéilar (también llamado popularmente La Estación de Íllora, o simplemente La Estación) es una localidad y pedanía española perteneciente al municipio de Íllora, en la provincia de Granada, comunidad autónoma de Andalucía. Está situada en la parte suroriental de la comarca de Loja. Cerca de esta localidad se encuentran los núcleos de Escóznar, Valderrubio, Zujaira y Casanueva.

## Historia
El origen de esta pedanía es árabe y nació como una alquería defendida por un castillo. Fue arrasada por una expedición cristiana en el año 1431, aunque volvería a ser habitada posteriormente. Es conocida como La Estación, por su especial configuración que le imprime el paso de la vía férrea.
En los primeros años del siglo XXI se construyó la Línea de AVE a Granada, inaugurada en 2019, que pasa al sur de Obéilar.

## Demografía
Según el Instituto Nacional de Estadística de España, en el año 2024 Obéilar contaba con 437 habitantes censados, lo que representa el 4,41% de la población total del municipio.

### Evolución de la población
| Gráfica de evolución demográfica de Obéilar entre 2014 y 2024 |
|                                                               |
| Datos según el nomenclátor publicado por el INE.              |

## Comunicaciones

### Carreteras
Las principales vías de comunicación que transcurren por esta la localidad son:
| Identificador | Denominación                        | Itinerario           |
| ------------- | ----------------------------------- | -------------------- |
| A-336         | De Tocón a N-432 (Pinos Puente)     | Tocón - Pinos Puente |
| GR-3401       | De A-92 a estación de Íllora-Láchar | Chauchina - Obéilar  |

Algunas distancias entre Obéilar y otras ciudades:
| Ciudades | Distancia (km) |
| -------- | -------------- |
| Íllora   | 5              |
| Granada  | 28             |
| Loja     | 34             |
| Jaén     | 105            |
| Almería  | 180            |
| Murcia   | 300            |

### Autobús
En la actualidad son dos las líneas de autobús del Consorcio de Transporte Metropolitano del Área de Granada que conectan Obéilar con el centro de la capital:
- Línea 335: Granada - Santa Fe (no bajadas) - Pedro Ruiz - Fuente Vaqueros - Valderrubio - Escóznar - Obéilar.
- Línea 336: Granada - Santa Fe (no bajadas) - Chauchina - Fuente Vaqueros - Valderrubio - Escóznar - Obéilar.

El servicio lo presta la empresa Ureña e Hijos S.L.. En la parada de Santa Fe —barrio de La Pulga, junto a la autovía— no se permite la bajada de viajeros procedentes de Granada, por conflicto de intereses con Alsa; sólo está permitida la subida con destino al resto de localidades. En el viaje de vuelta ocurre justo lo contrario.

### Ferrocarril
Hasta 2015 pasaba por la localidad la línea Bobadilla-Granada, que unía la ciudad de Granada con Antequera. La estación de Íllora-Láchar, situada en Obéilar, se encuentra en situación de abandono. En 1999 desapareció el corto de Loja, que efectuaba parada en la estación del pueblo.

## Servicios públicos

### Sanidad
Obéilar cuenta con un consultorio médico de atención primaria situado en la calle del Manzano, n.º 7, dependiente del Distrito Sanitario Metropolitano de Granada. El servicio de urgencias está en el centro de salud de Íllora y el área hospitalaria de referencia es el Hospital Ruiz de Alda de Granada capital.

### Educación
El único centro educativo que hay en la localidad es:
| Denominación Genérica | Nombre del Centro  | Naturaleza | Dirección          |
| --------------------- | ------------------ | ---------- | ------------------ |
| Colegio Público Rural | C.P.R. "Parapanda" | Público    | C/ San Isidro, s/n |